# 臺灣青芋
臺灣青芋（学名：Colocasia formosana），又名小西氏芋（以「小西成章」Nariaki Konishi姓名命名）、山芋，是天南星科芋属的植物，是台灣的特有種植物。分布于台灣本島，生长于海拔1,200（3,900英尺）的地区，多生在山坡林中。類似芋頭，經煮熟後可食用。可於雪霸國家公園、陽明山國家公園、玉山國家公園、壽山國家自然公園等地，發現蹤跡，屬於多年生草本植物。。

## 特徵
地下莖塊接近直立狀，長約10（3.9英寸）。葉片寬闊如卵形或卵心形、盾狀，葉片先端銳尖或略圓，基部呈心形，葉柄呈綠色。